# Willem Haultain de Zoete
Willem Haultain de Zoete (1565 – Sluis, 26 settembre 1637) è stato un ammiraglio olandese.
Egli prestò servizio come Luogotenente-Ammiraglio dal 1601 al 1627 nella flotta della Repubblica delle Sette Province Unite, distinguendosi in alcune azioni chiave delle guerre di religione in Francia. 
Nel 1605 gli venne affidato il controllo della difesa militare della Manica e l'anno successivo gli venne affidato il comando di due spedizioni sulla costa spagnola. Dal 1611 al 1612 fu impegnato nel contrastare i pirati nel Mediterraneo, così pure nel 1618 e nel periodo 1620-1621. Nel 1622 gli venne affidato il controllo militare della difesa della città di Tholen e dal 1624 al 1624 fu nuovamente comandante di squadrone nella difesa del Canale della Manica.
Sulla base del Trattato di Compiègne del 1624, infatti, egli condusse 20 navi da guerra olandesi in aiuto dei francesi nell'Assedio di Saint-Martin-de-Ré (1625) contro le insurrezioni ugonotte della Francia occidentale. La sua flotta venne slegata da quella francese dal febbraio del 1626 per risoluzione degli Stati Generali dei Paesi Bassi.